# Promàtides
Promàtides, en llatí Promathides, en grec antic Προμαθίδης, fou un poeta i escriptor grec nascut probablement a Heracleia de Lucània. Va viure al segle i aC.
Va escriure, segons Ateneu de Naucratis un llibre sobre temes mitològics organitzat en forma de poemes. A més a més va escriure també altres obres en prosa, incloent-hi una història de la seva ciutat natal. Ateneu menciona tanmateix un relat de Promàtides sobre Nèstor. Se'l situa una mica abans de l'època d'August.